# Tweede Kamerverkiezingen 1860
De Tweede Kamerverkiezingen 1860 waren periodieke Nederlandse verkiezingen voor de Tweede Kamer der Staten-Generaal. Zij vonden plaats op 12 juni 1860.
Nederland was verdeeld in 38 kiesdistricten, waarin 72 leden van de Tweede Kamer gekozen werden. Een kiezer bracht evenveel stemmen uit als er afgevaardigden in zijn kiesdistrict gekozen werden. Om gekozen te worden moest een kandidaat minimaal de districtskiesdrempel behalen.
De verkiezingen werden gehouden vanwege het aftreden van 36 leden van de Tweede Kamer van wie de zittingstermijn afliep op 14 september 1860. In zeven kiesdistricten was een tweede verkiezingsronde benodigd tussen de twee hoogstgeplaatste (niet-direct gekozen) kandidaten uit de eerste ronde vanwege het niet-behalen van de districtskiesdrempel. Deze tweede ronde vond plaats op 26 juni 1860.
De verkiezing van 12 juni 1860 in het kiesdistrict Leeuwarden werd ongeldig verklaard vanwege geconstateerde onregelmatigheden. Een hierdoor noodzakelijk geworden naverkiezing werd gehouden op 30 oktober 1860.

## Uitslag

### Opkomst
|                  | 1858   | 1858      | 1860   | 1860  |
| # stemmen        | %      | # stemmen | %      |       |
| ---------------- | ------ | --------- | ------ | ----- |
| Kiesgerechtigden | 81.091 |           | 85.228 |       |
| Niet opgekomen   | 47.080 | 58,06     | 49.932 | 58,59 |
| Opkomst          | 34.011 | 41,94     | 35.296 | 41,41 |

### Verkiezingsuitslag naar groepering
| Groepering                | Zetels | Zetels | Zetels | Zetels | Zetels | Zetels |
| Groepering                | 1858   | 1859   | Af     | Bij    | 1860   | +/−    |
| ------------------------- | ------ | ------ | ------ | ------ | ------ | ------ |
| thorbeckianen             | 24     | 1      | 12     | 12     | 25     | +1     |
| conservatieven            | 19/18  | 1      | 9      | 8      | 18     | 0      |
| liberalen                 | 8/12   | 2      | 8      | 9      | 15     | +3     |
| antirevolutionairen       | 5/4    |        | 2      | 2      | 4      | 0      |
| conservatief-katholieken  | 4      |        | 1      | 1      | 4      | 0      |
| conservatief-liberalen    | 4/3    |        | 2      | 2      | 3      | 0      |
| conservatief-protestanten | 3      |        | 2      | 2      | 3      | 0      |
| gematigde liberalen       | 1/0    |        | 0      | 0      | 0      | 0      |
| totaal                    | 68     | 4      | 36     | 36     | 72     | +4     |

### Gekozen leden
In 1859 was het aantal leden van de Tweede Kamer uitgebreid van 68 naar 72. De hierbij betrokken kiesdistricten waren Amsterdam (van vijf naar zes afgevaardigden), Rotterdam (van twee naar drie), Dokkum en Gorinchem (beide van een naar twee). De hierdoor noodzakelijk geworden tussentijdse verkiezingen vonden plaats op 25 januari 1859. Bij deze verkiezingen waren de volgende leden gekozen:
- Amsterdam: Cornelis van Heukelom (liberalen);
- Dokkum: Marten Kingma (liberalen);
- Gorinchem: Warnardus Begram (conservatieven);
- Rotterdam: Gerardus Betz (thorbeckianen).

Bij de periodieke verkiezingen van 1860 werden 32 leden herkozen. De stemmingen voor de overige vier vacatures hadden de volgende resultaten:
- in het kiesdistrict Amsterdam versloeg Simon Cool (50,7%, liberalen) het aftredende lid Willem Poolman (46,2%, conservatieven);

- in het kiesdistrict Boxmeer werd Hyacinthus Kerstens (liberalen) gekozen in de vacature ontstaan door het periodiek aftreden van Johannes Hengst (liberalen) die had aangegeven niet herkiesbaar te zijn;

- in het kiesdistrict Dordrecht versloeg Pieter Blussé van Oud-Alblas (55,9%, thorbeckianen) het aftredende lid Johannes van der Poel (44,1%, conservatieven);

- in het kiesdistrict Zwolle werd Pieter Mijer (conservatieven) gekozen in de vacature ontstaan door het periodiek aftreden van Bartholomeus Sloet tot Oldhuis (thorbeckianen) die had aangegeven niet herkiesbaar te zijn;

De zittingsperiode van de Tweede Kamer ging in op 15 september 1860. De zittingstermijn van Tweede Kamerleden bedroeg vier jaar.